# Championnats d'Europe de gymnastique artistique féminine 1996
Navigation
Édition précédente Édition suivante
Les 21e championnats d'Europe de gymnastique artistique féminine ont eu lieu à Birmingham (Angleterre) en 1996.

## Résultats

### Concours par équipe
| Rang               | Pays     | Gymnastes                                                                         | Total   |
| ------------------ | -------- | --------------------------------------------------------------------------------- | ------- |
| Médaille d'or      | Roumanie | Lavinia Milosovici, Gina Gogean, Simona Amanar, Ana Maria Bican, Andreea Cacovean | 116.161 |
| Médaille d'argent  | Russie   | Dina Kochetkova, Svetlana Khorkina, Rozalia Galiyeva, Oksana Liapina              | 115.659 |
| Médaille de bronze | Ukraine  | Liubov Sheremeta, Anna Mirgorodskaya, Lilia Podkopayeva                           | 114.922 |

### Concours général individuel
| 1st | Lilia Podkopayeva (UKR)    | 39.205 |
| 2nd | Sviatlana Bahinskaya (BLR) | 39.106 |
| 3rd | Lavinia Milosovici (ROM)   | 39.067 |

### Finales par engins

#### Saut
| 1st | Simona Amanar (ROM)     | 9.774 |
| 2nd | Gina Gogean (ROM)       | 9.768 |
| 3rd | Lilia Podkopayeva (UKR) | 9.756 |

#### Barres asymétriques
| 1st | Svetlana Khorkina (RUS) | 9.825 |
| 1st | Simona Amanar (ROM)     | 9.825 |
| 1st | Lilia Podkopayeva (UKR) | 9.825 |

#### Poutre
| 1st | Rozalia Galiyeva (RUS) | 9.725 |
| 2nd | Gina Gogean (ROM)      | 9.712 |
| 3rd | Alena Piskun (BLR)     | 9.650 |

#### Sol
| 1st | Lilia Podkopayeva (UKR)  | 9.862 |
| 1st | Lavinia Milosovici (ROM) | 9.862 |
| 3rd | Dina Kochetkova (RUS)    | 9.800 |
| 3rd | Joana Juarez (ESP)       | 9.800 |